# Tour de Turquie 2015
La 51e édition du Tour de Turquie a eu lieu du 26 avril au 3 mai 2015. La course fait partie du calendrier UCI Europe Tour 2015 en catégorie 2.HC.
L'épreuve a été remportée par le Croate Kristijan Đurasek (Lampre-Merida) qui s'impose respectivement de 32 et 56 secondes devant l'Argentin Eduardo Sepúlveda (Bretagne-Séché Environnement) et l'Australien Jay McCarthy (Tinkoff-Saxo).
Le Britannique Mark Cavendish (Etixx-Quick Step), vainqueur des première, deuxième et septième étapes, remporte le classement par points tandis que le Colombien Juan Pablo Valencia (Colombia) gagne celui de la montagne. L'Espagnol Lluís Mas (Caja Rural-Seguros RGA), lauréat de la dernière étape, s'adjuge le classement des sprints nommé beauties of Turkey et sa formation espagnole remporte par la même occasion le classement par équipes.

## Présentation

### Équipes
Classé en catégorie 2.HC de l'UCI Europe Tour, le Tour de Turquie est par conséquent ouvert aux WorldTeams dans la limite de 70 % des équipes participantes, aux équipes continentales professionnelles, aux équipes continentales turques et à une équipe nationale turque.
Vingt-et-une équipes participent à ce Tour de Turquie - six WorldTeams, quatorze équipes continentales professionnelles et une équipe continentale :
| UCI WorldTeams   | UCI WorldTeams | UCI WorldTeams |
| Nom de l'équipe  | Pays           | Code           |
| ---------------- | -------------- | -------------- |
| Astana           | Kazakhstan     | AST            |
| Etixx-Quick Step | Belgique       | EQS            |
| Lampre-Merida    | Italie         | LAM            |
| Lotto-Soudal     | Belgique       | LTS            |
| Orica-GreenEDGE  | Australie      | OGE            |
| Tinkoff-Saxo     | Russie         | TCS            |

| Équipes continentales professionnelles | Équipes continentales professionnelles | Équipes continentales professionnelles |
| Nom de l'équipe                        | Pays                                   | Code                                   |
| -------------------------------------- | -------------------------------------- | -------------------------------------- |
| Androni Giocattoli-Sidermec            | Italie                                 | AND                                    |
| Bardiani CSF                           | Italie                                 | BAR                                    |
| Bretagne-Séché Environnement           | France                                 | BSE                                    |
| Caja Rural-Seguros RGA                 | Espagne                                | CJR                                    |
| CCC Sprandi Polkowice                  | Pologne                                | CCC                                    |
| Colombia                               | Colombie                               | COL                                    |
| Drapac                                 | Australie                              | DPC                                    |
| MTN-Qhubeka                            | Afrique du Sud                         | MTN                                    |
| Nippo-Vini Fantini                     | Italie                                 | NIP                                    |
| Novo Nordisk                           | États-Unis                             | TNN                                    |
| Southeast                              | Italie                                 | STH                                    |
| Topsport Vlaanderen-Baloise            | Belgique                               | TSV                                    |
| UnitedHealthcare                       | États-Unis                             | UHC                                    |
| Wanty-Groupe Gobert                    | Belgique                               | WGG                                    |

| Équipe continentale | Équipe continentale | Équipe continentale |
| Nom de l'équipe     | Pays                | Code                |
| ------------------- | ------------------- | ------------------- |
| Torku Şekerspor     | Turquie             | TRK                 |

## Étapes
| Étape     | Date     | Villes étapes       |                           | Distance (km) | Vainqueur d’étape | Leader du classement général |
| --------- | -------- | ------------------- | ------------------------- | ------------- | ----------------- | ---------------------------- |
| 1re étape | 26 avril | Alanya - Alanya     | Étape de plaine           | 145           | Mark Cavendish    | Mark Cavendish               |
| 2e étape  | 27 avril | Alanya - Antalya    | Étape de plaine           | 182           | Mark Cavendish    | Mark Cavendish               |
| 3e étape  | 28 avril | Kemer - Elmalı      | Étape de montagne         | 165           | Davide Rebellin   | Davide Rebellin              |
| 4e étape  | 29 avril | Fethiye - Marmaris  | Étape vallonnée           | 132           | André Greipel     | Davide Rebellin              |
| 5e étape  | 30 avril | Muğla - Pamukkale   | Étape de plaine           | 160           | Sacha Modolo      | Davide Rebellin              |
| 6e étape  | 1er mai  | Denizli - Selçuk    | Étape de moyenne montagne | 184           | Peio Bilbao       | Kristijan Đurasek            |
| 7e étape  | 2 mai    | Selçuk - Izmir      | Étape vallonnée           | 166           | Mark Cavendish    | Kristijan Đurasek            |
| 8e étape  | 3 mai    | Istanbul - Istanbul | Étape de plaine           | 124           | Lluís Mas         | Kristijan Đurasek            |

## Déroulement de la course

### 1reétape
| Classement de l'étape | Classement de l'étape | Classement de l'étape | Classement de l'étape | Classement de l'étape |
|                       | Coureur               | Pays                  | Équipe                | Temps                 |
| --------------------- | --------------------- | --------------------- | --------------------- | --------------------- |
| 1er                   | Mark Cavendish        | Royaume-Uni           | Etixx-Quick Step      | en 3 h 17 min 58 s    |
| 2e                    | Caleb Ewan            | Australie             | Orica-GreenEDGE       | m.t                   |
| 3e                    | Nicola Ruffoni        | Italie                | Bardiani CSF          | m.t                   |
| 4e                    | Sacha Modolo          | Italie                | Lampre-Merida         | m.t                   |
| 5e                    | Theo Bos              | Pays-Bas              | MTN-Qhubeka           | m.t                   |
| 6e                    | Michal Kolář          | Slovaquie             | Tinkoff-Saxo          | m.t                   |
| 7e                    | Daniele Ratto         | Italie                | UnitedHealthcare      | m.t                   |
| 8e                    | André Greipel         | Allemagne             | Lotto-Soudal          | m.t                   |
| 9e                    | Brenton Jones         | Australie             | Drapac                | m.t                   |
| 10e                   | Jakub Mareczko        | Italie                | Southeast             | m.t                   |
| modifier              |                       |                       |                       |                       |

| Classement général | Classement général | Classement général | Classement général | Classement général |
|                    | Coureur            | Pays               | Équipe             | Temps              |
| ------------------ | ------------------ | ------------------ | ------------------ | ------------------ |
| 1er                | Mark Cavendish     | Royaume-Uni        | Etixx-Quick Step   | en 3 h 17 min 58 s |
| 2e                 | Caleb Ewan         | Australie          | Orica-GreenEDGE    | m.t                |
| 3e                 | Nicola Ruffoni     | Italie             | Bardiani CSF       | m.t                |
| 4e                 | Sacha Modolo       | Italie             | Lampre-Merida      | m.t                |
| 5e                 | Theo Bos           | Pays-Bas           | MTN-Qhubeka        | m.t                |
| 6e                 | Michal Kolář       | Slovaquie          | Tinkoff-Saxo       | m.t                |
| 7e                 | Daniele Ratto      | Italie             | UnitedHealthcare   | m.t                |
| 8e                 | André Greipel      | Allemagne          | Lotto-Soudal       | m.t                |
| 9e                 | Brenton Jones      | Australie          | Drapac             | m.t                |
| 10e                | Jakub Mareczko     | Italie             | Southeast          | m.t                |
| modifier           |                    |                    |                    |                    |

### 2eétape
| Classement de l'étape | Classement de l'étape | Classement de l'étape | Classement de l'étape | Classement de l'étape |
|                       | Coureur               | Pays                  | Équipe                | Temps                 |
| --------------------- | --------------------- | --------------------- | --------------------- | --------------------- |
| 1er                   | Mark Cavendish        | Royaume-Uni           | Etixx-Quick Step      | en 4 h 21 min 32 s    |
| 2e                    | Sacha Modolo          | Italie                | Lampre-Merida         | m.t                   |
| 3e                    | Nicola Ruffoni        | Italie                | Bardiani CSF          | m.t                   |
| 4e                    | Sebastián Molano      | Colombie              | Colombia              | m.t                   |
| 5e                    | Daniele Colli         | Italie                | Nippo-Vini Fantini    | m.t                   |
| 6e                    | Ahmet Örken           | Turquie               | Torku Şekerspor       | m.t                   |
| 7e                    | Michal Kolář          | Slovaquie             | Tinkoff-Saxo          | m.t                   |
| 8e                    | Manuel Belletti       | Italie                | Southeast             | m.t                   |
| 9e                    | Eduard-Michael Grosu  | Roumanie              | Nippo-Vini Fantini    | m.t                   |
| 10e                   | Paolo Simion          | Italie                | Bardiani CSF          | m.t                   |
| modifier              |                       |                       |                       |                       |

| Classement général | Classement général | Classement général | Classement général          | Classement général |
|                    | Coureur            | Pays               | Équipe                      | Temps              |
| ------------------ | ------------------ | ------------------ | --------------------------- | ------------------ |
| 1er                | Mark Cavendish     | Royaume-Uni        | Etixx-Quick Step            | en 7 h 39 min 30 s |
| 2e                 | Sacha Modolo       | Italie             | Lampre-Merida               | m.t                |
| 3e                 | Nicola Ruffoni     | Italie             | Bardiani CSF                | m.t                |
| 4e                 | Michal Kolář       | Slovaquie          | Tinkoff-Saxo                | m.t                |
| 5e                 | Ahmet Örken        | Turquie            | Torku Şekerspor             | m.t                |
| 6e                 | Manuel Belletti    | Italie             | Southeast                   | m.t                |
| 7e                 | Sebastián Molano   | Colombie           | Colombia                    | m.t                |
| 8e                 | Marco Benfatto     | Italie             | Androni Giocattoli-Sidermec | m.t                |
| 9e                 | Brenton Jones      | Australie          | Drapac                      | m.t                |
| 10e                | André Greipel      | Allemagne          | Lotto-Soudal                | m.t                |
| modifier           |                    |                    |                             |                    |

### 3eétape
| Classement de l'étape | Classement de l'étape | Classement de l'étape | Classement de l'étape        | Classement de l'étape |
|                       | Coureur               | Pays                  | Équipe                       | Temps                 |
| --------------------- | --------------------- | --------------------- | ---------------------------- | --------------------- |
| 1er                   | Davide Rebellin       | Italie                | CCC Sprandi Polkowice        | en 4 h 34 min 11 s    |
| 2e                    | Kristijan Đurasek     | Croatie               | Lampre-Merida                | + 7 s                 |
| 3e                    | Eduardo Sepúlveda     | Argentine             | Bretagne-Séché Environnement | + 50 s                |
| 4e                    | Jay McCarthy          | Australie             | Tinkoff-Saxo                 | + 1 min 20 s          |
| 5e                    | Serge Pauwels         | Belgique              | MTN-Qhubeka                  | + 1 min 23 s          |
| 6e                    | Enrico Barbin         | Italie                | Bardiani CSF                 | + 1 min 29 s          |
| 7e                    | Heiner Parra          | Colombie              | Caja Rural-Seguros RGA       | + 1 min 32 s          |
| 8e                    | Daniele Ratto         | Italie                | UnitedHealthcare             | + 1 min 42 s          |
| 9e                    | Alex Cano             | Colombie              | Colombia                     | + 1 min 46 s          |
| 10e                   | Adam Hansen           | Australie             | Lotto-Soudal                 | + 1 min 57 s          |
| modifier              |                       |                       |                              |                       |

| Classement général | Classement général | Classement général | Classement général           | Classement général  |
|                    | Coureur            | Pays               | Équipe                       | Temps               |
| ------------------ | ------------------ | ------------------ | ---------------------------- | ------------------- |
| 1er                | Davide Rebellin    | Italie             | CCC Sprandi Polkowice        | en 12 h 13 min 41 s |
| 2e                 | Kristijan Đurasek  | Croatie            | Lampre-Merida                | + 7 s               |
| 3e                 | Eduardo Sepúlveda  | Argentine          | Bretagne-Séché Environnement | + 50 s              |
| 4e                 | Jay McCarthy       | Australie          | Tinkoff-Saxo                 | + 1 min 20 s        |
| 5e                 | Serge Pauwels      | Belgique           | MTN-Qhubeka                  | + 1 min 23 s        |
| 6e                 | Enrico Barbin      | Italie             | Bardiani CSF                 | + 1 min 29 s        |
| 7e                 | Heiner Parra       | Colombie           | Caja Rural-Seguros RGA       | + 1 min 32 s        |
| 8e                 | Daniele Ratto      | Italie             | UnitedHealthcare             | + 1 min 42 s        |
| 9e                 | Alex Cano          | Colombie           | Colombia                     | + 1 min 46 s        |
| 10e                | Adam Hansen        | Australie          | Lotto-Soudal                 | + 1 min 57 s        |
| modifier           |                    |                    |                              |                     |

### 4eétape
| Classement de l'étape | Classement de l'étape | Classement de l'étape | Classement de l'étape  | Classement de l'étape |
|                       | Coureur               | Pays                  | Équipe                 | Temps                 |
| --------------------- | --------------------- | --------------------- | ---------------------- | --------------------- |
| 1er                   | André Greipel         | Allemagne             | Lotto-Soudal           | en 3 h 22 min 8 s     |
| 2e                    | Daniele Colli         | Italie                | Nippo-Vini Fantini     | m.t                   |
| 3e                    | Daniele Ratto         | Italie                | UnitedHealthcare       | m.t                   |
| 4e                    | Magnus Cort Nielsen   | Danemark              | Orica-GreenEDGE        | m.t                   |
| 5e                    | Manuel Belletti       | Italie                | Southeast              | m.t                   |
| 6e                    | Roberto Ferrari       | Italie                | Lampre-Merida          | m.t                   |
| 7e                    | Carlos Barbero        | Espagne               | Caja Rural-Seguros RGA | m.t                   |
| 8e                    | Kristian Sbaragli     | Italie                | MTN-Qhubeka            | m.t                   |
| 9e                    | Daniele Bennati       | Italie                | Tinkoff-Saxo           | m.t                   |
| 10e                   | Ahmet Örken           | Turquie               | Torku Şekerspor        | m.t                   |
| modifier              |                       |                       |                        |                       |

| Classement général | Classement général | Classement général | Classement général           | Classement général  |
|                    | Coureur            | Pays               | Équipe                       | Temps               |
| ------------------ | ------------------ | ------------------ | ---------------------------- | ------------------- |
| 1er                | Davide Rebellin    | Italie             | CCC Sprandi Polkowice        | en 15 h 35 min 49 s |
| 2e                 | Kristijan Đurasek  | Croatie            | Lampre-Merida                | + 7 s               |
| 3e                 | Eduardo Sepúlveda  | Argentine          | Bretagne-Séché Environnement | + 50 s              |
| 4e                 | Jay McCarthy       | Australie          | Tinkoff-Saxo                 | + 1 min 20 s        |
| 5e                 | Serge Pauwels      | Belgique           | MTN-Qhubeka                  | + 1 min 23 s        |
| 6e                 | Enrico Barbin      | Italie             | Bardiani CSF                 | + 1 min 29 s        |
| 7e                 | Daniele Ratto      | Italie             | UnitedHealthcare             | + 1 min 42 s        |
| 8e                 | Alex Cano          | Colombie           | Colombia                     | + 1 min 46 s        |
| 9e                 | Adam Hansen        | Australie          | Lotto-Soudal                 | + 1 min 57 s        |
| 10e                | Mirko Selvaggi     | Italie             | Wanty-Groupe Gobert          | + 2 min 4 s         |
| modifier           |                    |                    |                              |                     |

### 5eétape
| Classement de l'étape | Classement de l'étape | Classement de l'étape | Classement de l'étape  | Classement de l'étape |
|                       | Coureur               | Pays                  | Équipe                 | Temps                 |
| --------------------- | --------------------- | --------------------- | ---------------------- | --------------------- |
| 1er                   | Sacha Modolo          | Italie                | Lampre-Merida          | en 4 h 6 min 19 s     |
| 2e                    | Carlos Barbero        | Espagne               | Caja Rural-Seguros RGA | m.t                   |
| 3e                    | Jay McCarthy          | Australie             | Tinkoff-Saxo           | m.t                   |
| 4e                    | Michal Kolář          | Slovaquie             | Tinkoff-Saxo           | m.t                   |
| 5e                    | Manuel Belletti       | Italie                | Southeast              | m.t                   |
| 6e                    | Jasper De Buyst       | Belgique              | Lotto-Soudal           | m.t                   |
| 7e                    | Eduard Prades         | Espagne               | Caja Rural-Seguros RGA | m.t                   |
| 8e                    | Daniele Ratto         | Italie                | UnitedHealthcare       | m.t                   |
| 9e                    | Davide Rebellin       | Italie                | CCC Sprandi Polkowice  | m.t                   |
| 10e                   | Peio Bilbao           | Espagne               | Caja Rural-Seguros RGA | m.t                   |
| modifier              |                       |                       |                        |                       |

| Classement général | Classement général | Classement général | Classement général           | Classement général |
|                    | Coureur            | Pays               | Équipe                       | Temps              |
| ------------------ | ------------------ | ------------------ | ---------------------------- | ------------------ |
| 1er                | Davide Rebellin    | Italie             | CCC Sprandi Polkowice        | en 19 h 42 min 8 s |
| 2e                 | Kristijan Đurasek  | Croatie            | Lampre-Merida                | + 22 s             |
| 3e                 | Eduardo Sepúlveda  | Argentine          | Bretagne-Séché Environnement | + 54 s             |
| 4e                 | Jay McCarthy       | Australie          | Tinkoff-Saxo                 | + 1 min 20 s       |
| 5e                 | Serge Pauwels      | Belgique           | MTN-Qhubeka                  | + 1 min 38 s       |
| 6e                 | Enrico Barbin      | Italie             | Bardiani CSF                 | + 1 min 39 s       |
| 7e                 | Daniele Ratto      | Italie             | UnitedHealthcare             | + 1 min 42 s       |
| 8e                 | Alex Cano          | Colombie           | Colombia                     | + 1 min 56 s       |
| 9e                 | Mirko Selvaggi     | Italie             | Wanty-Groupe Gobert          | + 2 min 11 s       |
| 10e                | Adam Hansen        | Australie          | Lotto-Soudal                 | + 2 min 12 s       |
| modifier           |                    |                    |                              |                    |

### 6eétape
| Classement de l'étape | Classement de l'étape | Classement de l'étape | Classement de l'étape        | Classement de l'étape |
|                       | Coureur               | Pays                  | Équipe                       | Temps                 |
| --------------------- | --------------------- | --------------------- | ---------------------------- | --------------------- |
| 1er                   | Peio Bilbao           | Espagne               | Caja Rural-Seguros RGA       | en 4 h 38 min 46 s    |
| 2e                    | Miguel Ángel López    | Colombie              | Astana                       | + 3 s                 |
| 3e                    | Heiner Parra          | Colombie              | Caja Rural-Seguros RGA       | + 11 s                |
| 4e                    | Thomas De Gendt       | Belgique              | Lotto-Soudal                 | + 14 s                |
| 5e                    | Alex Cano             | Colombie              | Colombia                     | + 14 s                |
| 6e                    | Kristijan Đurasek     | Croatie               | Lampre-Merida                | + 18 s                |
| 7e                    | Eduardo Sepúlveda     | Argentine             | Bretagne-Séché Environnement | + 18 s                |
| 8e                    | Lluís Mas             | Espagne               | Caja Rural-Seguros RGA       | + 34 s                |
| 9e                    | Fabricio Ferrari      | Uruguay               | Caja Rural-Seguros RGA       | + 34 s                |
| 10e                   | Jay McCarthy          | Australie             | Tinkoff-Saxo                 | + 34 s                |
| modifier              |                       |                       |                              |                       |

| Classement général | Classement général | Classement général | Classement général           | Classement général  |
|                    | Coureur            | Pays               | Équipe                       | Temps               |
| ------------------ | ------------------ | ------------------ | ---------------------------- | ------------------- |
| 1er                | Kristijan Đurasek  | Croatie            | Lampre-Merida                | en 24 h 21 min 34 s |
| 2e                 | Davide Rebellin    | Italie             | CCC Sprandi Polkowice        | + 21 s              |
| 3e                 | Eduardo Sepúlveda  | Argentine          | Bretagne-Séché Environnement | + 32 s              |
| 4e                 | Jay McCarthy       | Australie          | Tinkoff-Saxo                 | + 1 min 14 s        |
| 5e                 | Alex Cano          | Colombie           | Colombia                     | + 1 min 30 s        |
| 6e                 | Serge Pauwels      | Belgique           | MTN-Qhubeka                  | + 1 min 32 s        |
| 7e                 | Mirko Selvaggi     | Italie             | Wanty-Groupe Gobert          | + 2 min 5 s         |
| 8e                 | Enrico Barbin      | Italie             | Bardiani CSF                 | + 2 min 8 s         |
| 9e                 | Adam Hansen        | Australie          | Lotto-Soudal                 | + 2 min 18 s        |
| 10e                | Tomasz Marczyński  | Pologne            | Torku Şekerspor              | + 2 min 20 s        |
| modifier           |                    |                    |                              |                     |

### 7eétape
| Classement de l'étape | Classement de l'étape | Classement de l'étape | Classement de l'étape        | Classement de l'étape |
|                       | Coureur               | Pays                  | Équipe                       | Temps                 |
| --------------------- | --------------------- | --------------------- | ---------------------------- | --------------------- |
| 1er                   | Mark Cavendish        | Royaume-Uni           | Etixx-Quick Step             | en 3 h 59 min 49 s    |
| 2e                    | Andrea Piechele       | Italie                | Bardiani CSF                 | m.t                   |
| 3e                    | Kristian Sbaragli     | Italie                | MTN-Qhubeka                  | m.t                   |
| 4e                    | Manuel Belletti       | Italie                | Southeast                    | m.t                   |
| 5e                    | Magnus Cort Nielsen   | Danemark              | Orica-GreenEDGE              | m.t                   |
| 6e                    | Daniele Ratto         | Italie                | UnitedHealthcare             | m.t                   |
| 7e                    | Armindo Fonseca       | France                | Bretagne-Séché Environnement | m.t                   |
| 8e                    | Jasper De Buyst       | Belgique              | Lotto-Soudal                 | m.t                   |
| 9e                    | Davide Appollonio     | Italie                | Androni Giocattoli-Sidermec  | m.t                   |
| 10e                   | Bakhtiyar Kozhatayev  | Kazakhstan            | Astana                       | m.t                   |
| modifier              |                       |                       |                              |                       |

| Classement général | Classement général | Classement général | Classement général           | Classement général  |
|                    | Coureur            | Pays               | Équipe                       | Temps               |
| ------------------ | ------------------ | ------------------ | ---------------------------- | ------------------- |
| 1er                | Kristijan Đurasek  | Croatie            | Lampre-Merida                | en 28 h 21 min 23 s |
| 2e                 | Davide Rebellin    | Italie             | CCC Sprandi Polkowice        | + 21 s              |
| 3e                 | Eduardo Sepúlveda  | Argentine          | Bretagne-Séché Environnement | + 32 s              |
| 4e                 | Jay McCarthy       | Australie          | Tinkoff-Saxo                 | + 1 min 14 s        |
| 5e                 | Alex Cano          | Colombie           | Colombia                     | + 1 min 30 s        |
| 6e                 | Serge Pauwels      | Belgique           | MTN-Qhubeka                  | + 1 min 32 s        |
| 7e                 | Mirko Selvaggi     | Italie             | Wanty-Groupe Gobert          | + 2 min 5 s         |
| 8e                 | Enrico Barbin      | Italie             | Bardiani CSF                 | + 2 min 8 s         |
| 9e                 | Adam Hansen        | Australie          | Lotto-Soudal                 | + 2 min 18 s        |
| 10e                | Tomasz Marczyński  | Pologne            | Torku Şekerspor              | + 2 min 20 s        |
| modifier           |                    |                    |                              |                     |

### 8eétape
| Classement de l'étape | Classement de l'étape | Classement de l'étape | Classement de l'étape       | Classement de l'étape |
|                       | Coureur               | Pays                  | Équipe                      | Temps                 |
| --------------------- | --------------------- | --------------------- | --------------------------- | --------------------- |
| 1er                   | Lluís Mas             | Espagne               | Caja Rural-Seguros RGA      | en 2 h 45 min 3 s     |
| 2e                    | Mark Cavendish        | Royaume-Uni           | Etixx-Quick Step            | m.t                   |
| 3e                    | Carlos Barbero        | Espagne               | Caja Rural-Seguros RGA      | m.t                   |
| 4e                    | Alessandro Petacchi   | Italie                | Southeast                   | m.t                   |
| 5e                    | Daniele Colli         | Italie                | Nippo-Vini Fantini          | m.t                   |
| 6e                    | Daniele Ratto         | Italie                | UnitedHealthcare            | m.t                   |
| 7e                    | Davide Appollonio     | Italie                | Androni Giocattoli-Sidermec | m.t                   |
| 8e                    | Eduard Prades         | Espagne               | Caja Rural-Seguros RGA      | m.t                   |
| 9e                    | Roy Jans              | Belgique              | Wanty-Groupe Gobert         | m.t                   |
| 10e                   | Magnus Cort Nielsen   | Danemark              | Orica-GreenEDGE             | m.t                   |
| modifier              |                       |                       |                             |                       |

## Classements finals

### Classement général final
| Classement général final | Classement général final | Classement général final | Classement général final     | Classement général final |
|                          | Coureur                  | Pays                     | Équipe                       | Temps                    |
| ------------------------ | ------------------------ | ------------------------ | ---------------------------- | ------------------------ |
| 1er                      | Kristijan Đurasek        | Croatie                  | Lampre-Merida                | en 31 h 6 min 44 s       |
| 2e                       | Eduardo Sepúlveda        | Argentine                | Bretagne-Séché Environnement | + 32 s                   |
| 3e                       | Jay McCarthy             | Australie                | Tinkoff-Saxo                 | + 56 s                   |
| 4e                       | Alex Cano                | Colombie                 | Colombia                     | + 1 min 30 s             |
| 5e                       | Serge Pauwels            | Belgique                 | MTN-Qhubeka                  | + 1 min 32 s             |
| 6e                       | Mirko Selvaggi           | Italie                   | Wanty-Groupe Gobert          | + 1 min 58 s             |
| 7e                       | Enrico Barbin            | Italie                   | Bardiani CSF                 | + 2 min 1 s              |
| 8e                       | Tomasz Marczyński        | Pologne                  | Torku Şekerspor              | + 2 min 2 s              |
| 9e                       | Adam Hansen              | Australie                | Lotto-Soudal                 | + 2 min 11 s             |
| 10e                      | Javier Mejías            | Espagne                  | Novo Nordisk                 | + 2 min 15 s             |
| modifier                 |                          |                          |                              |                          |

### Classements annexes
| Classement par points | Classement par points | Classement par points | Classement par points | Classement par points |
| --------------------- | --------------------- | --------------------- | --------------------- | --------------------- |
|                       | Coureur               | Pays                  | Équipe                | Point(s)              |
| 1er                   | Mark Cavendish        | Royaume-Uni           | Etixx-Quick Step      | 60 points             |
| 2e                    | Daniele Ratto         | Italie                | UnitedHealthcare      | 58 pts                |
| 3e                    | Manuel Belletti       | Italie                | Southeast             | 44 pts                |
| modifier              |                       |                       |                       |                       |

| Classement de la montagne | Classement de la montagne | Classement de la montagne | Classement de la montagne | Classement de la montagne |
| ------------------------- | ------------------------- | ------------------------- | ------------------------- | ------------------------- |
|                           | Coureur                   | Pays                      | Équipe                    | Point(s)                  |
| 1er                       | Juan Pablo Valencia       | Colombie                  | Colombia                  | 19 points                 |
| 2e                        | Thomas De Gendt           | Belgique                  | Lotto-Soudal              | 13 pts                    |
| 3e                        | Songezo Jim               | Afrique du Sud            | MTN-Qhubeka               | 13 pts                    |
| modifier                  |                           |                           |                           |                           |

| Classement des beauties of Turkey | Classement des beauties of Turkey | Classement des beauties of Turkey | Classement des beauties of Turkey | Classement des beauties of Turkey |
| --------------------------------- | --------------------------------- | --------------------------------- | --------------------------------- | --------------------------------- |
|                                   | Coureur                           | Pays                              | Équipe                            | Point(s)                          |
| 1er                               | Lluís Mas                         | Espagne                           | Caja Rural-Seguros RGA            | 13 points                         |
| 2e                                | Federico Zurlo                    | Italie                            | UnitedHealthcare                  | 11 pts                            |
| 3e                                | Mark Cavendish                    | Royaume-Uni                       | Etixx-Quick Step                  | 5 pts                             |
| modifier                          |                                   |                                   |                                   |                                   |

| Classement par équipes | Classement par équipes | Classement par équipes | Classement par équipes |
|                        | Équipe                 | Pays                   | Temps                  |
| ---------------------- | ---------------------- | ---------------------- | ---------------------- |
| 1re                    | Caja Rural-Seguros RGA | Espagne                | en 93 h 28 min 53 s    |
| 2e                     | Astana                 | Kazakhstan             | + 7 min 6 s            |
| 3e                     | Colombia               | Colombie               | + 8 min 13 s           |
| modifier               |                        |                        |                        |

### UCI Europe Tour
Ce Tour de Turquie attribue des points pour l'UCI Europe Tour 2015, par équipes seulement aux coureurs des équipes continentales professionnelles et continentales, individuellement à tous les coureurs sauf ceux faisant partie d'une équipe ayant un label WorldTeam.
| Position,          | 1er | 2e | 3e | 4e | 5e | 6e | 7e | 8e | 9e | 10e | 11e | 12e | 13e | 14e | 15e |
| Classement général | 100 | 70 | 40 | 30 | 25 | 20 | 15 | 10 | 9  | 8   | 7   | 6   | 5   | 4   | 3   |
| Par étape          | 20  | 14 | 8  | 7  | 6  | 5  | 4  | 2  |    |     |     |     |     |     |     |
| Leader, par étape  | 10  |    |    |    |    |    |    |    |    |     |     |     |     |     |     |

| Cycliste            | Équipe                       | Général | Étape | Leader | Total |
| ------------------- | ---------------------------- | ------- | ----- | ------ | ----- |
| Eduardo Sepúlveda   | Bretagne-Séché Environnement | 70      | 12    | -      | 82    |
| Davide Rebellin     | CCC Sprandi Polkowice        | -       | 20    | 30     | 50    |
| Alex Cano           | Colombia                     | 30      | 6     | -      | 36    |
| Serge Pauwels       | MTN-Qhubeka                  | 25      | 6     | -      | 31    |
| Daniele Ratto       | UnitedHealthcare             | 5       | 26    | -      | 31    |
| Lluís Mas           | Caja Rural-Seguros RGA       | 7       | 22    | -      | 29    |
| Carlos Barbero      | Caja Rural-Seguros RGA       | -       | 26    | -      | 26    |
| Daniele Colli       | Nippo-Vini Fantini           | -       | 26    | -      | 26    |
| Manuel Belletti     | Southeast                    | -       | 21    | -      | 21    |
| Enrico Barbin       | Bardiani CSF                 | 15      | 5     | -      | 20    |
| Peio Bilbao         | Caja Rural-Seguros RGA       | -       | 20    | -      | 20    |
| Mirko Selvaggi      | Wanty-Groupe Gobert          | 20      | -     | -      | 20    |
| Heiner Parra        | Caja Rural-Seguros RGA       | 6       | 12    | -      | 18    |
| Nicola Ruffoni      | Bardiani CSF                 | -       | 16    | -      | 16    |
| Andrea Piechele     | Bardiani CSF                 | -       | 14    | -      | 14    |
| Tomasz Marczyński   | CCC Sprandi Polkowice        | 10      | -     | -      | 10    |
| Kristian Sbaragli   | MTN-Qhubeka                  | -       | 10    | -      | 10    |
| Javier Mejías       | Novo Nordisk                 | 8       | -     | -      | 8     |
| Sebastián Molano    | Colombia                     | -       | 7     | -      | 7     |
| Alessandro Petacchi | Southeast                    | -       | 7     | -      | 7     |
| Theo Bos            | MTN-Qhubeka                  | -       | 6     | -      | 6     |
| Eduard Prades       | Caja Rural-Seguros RGA       | -       | 6     | -      | 6     |
| Ahmet Örken         | Torku Şekerspor              | -       | 5     | -      | 5     |
| Davide Appollonio   | Androni Giocattoli-Sidermec  | -       | 4     | -      | 4     |
| Armindo Fonseca     | Bretagne-Séché Environnement | -       | 4     | -      | 4     |

## Évolution des classements
| Étape              | Vainqueur          | Classement général | Classement par points | Classement de la montagne | Classement des beauties of Turkey | Classement par équipes |
| ------------------ | ------------------ | ------------------ | --------------------- | ------------------------- | --------------------------------- | ---------------------- |
| 1                  | Mark Cavendish     | Mark Cavendish     | Mark Cavendish        | Federico Zurlo            | Federico Zurlo                    | Bardiani CSF           |
| 2                  | Mark Cavendish     | Mark Cavendish     | Mark Cavendish        | Federico Zurlo            | Lluís Mas                         | Bardiani CSF           |
| 3                  | Davide Rebellin    | Davide Rebellin    | Mark Cavendish        | Juan Pablo Valencia       | Lluís Mas                         | CCC Sprandi Polkowice  |
| 4                  | André Greipel      | Davide Rebellin    | Mark Cavendish        | Juan Pablo Valencia       | Lluís Mas                         | CCC Sprandi Polkowice  |
| 5                  | Sacha Modolo       | Davide Rebellin    | Sacha Modolo          | Juan Pablo Valencia       | Lluís Mas                         | CCC Sprandi Polkowice  |
| 6                  | Peio Bilbao        | Kristijan Đurasek  | Sacha Modolo          | Juan Pablo Valencia       | Lluís Mas                         | Caja Rural-Seguros RGA |
| 7                  | Mark Cavendish     | Kristijan Đurasek  | Daniele Ratto         | Juan Pablo Valencia       | Lluís Mas                         | Caja Rural-Seguros RGA |
| 8                  | Lluís Mas          | Kristijan Đurasek  | Mark Cavendish        | Juan Pablo Valencia       | Lluís Mas                         | Caja Rural-Seguros RGA |
| Classements finals | Classements finals | Kristijan Đurasek  | Mark Cavendish        | Juan Pablo Valencia       | Lluís Mas                         | Caja Rural-Seguros RGA |

## Liste des participants
- Liste de départ complète

| Légende                             | Légende                                                                                                  | Légende                                     | Légende                                                                                         |
| ----------------------------------- | --- | ------------------------------------------- | ----------------------------------------------------------------------------------------------- |
| Num                                 | Dossard de départ porté par le coureur sur ce Tour de Turquie                                            | Pos                                         | Position finale au classement général                                                           |
| Leader du classement général        | Indique le vainqueur du classement général                                                               | Leader du classement par points             | Indique le vainqueur du classement par points                                                   |
| Leader du classement de la montagne | Indique le vainqueur du classement de la montagne                                                        | Leader du classement des beauties of Turkey | Indique le vainqueur du classement des beauties of Turkey                                       |
|                                     | Indique un maillot de champion national ou mondial, suivi de sa spécialité                               | #                                           | Indique la meilleure équipe                                                                     |
| NP                                  | Indique un coureur qui n'a pas pris le départ d'une étape, suivi du numéro de l'étape où il s'est retiré | AB                                          | Indique un coureur qui n'a pas terminé une étape, suivi du numéro de l'étape où il s'est retiré |
| HD                                  | Indique un coureur qui a terminé une étape hors des délais, suivi du numéro de l'étape                   | DSQ                                         | Indique un coureur qui a été disqualifié de la course, suivi du numéro de l'étape               |

| Etixx-Quick Step EQS               | Etixx-Quick Step EQS           | Etixx-Quick Step EQS |
| ---------------------------------- | ------------------------------ | -------------------- |
| Num                                | Coureur                        | Pos                  |
| 1                                  | Mark Cavendish (GBR)           | 71e                  |
| 2                                  | Tom Boonen (BEL)               | 41e                  |
| 3                                  | Iljo Keisse (BEL)              | 107e                 |
| 4                                  | Nikolas Maes (BEL)             | 94e                  |
| 5                                  | Mark Renshaw (AUS)             | 68e                  |
| 6                                  | Fabio Sabatini (ITA)           | 100e                 |
| 7                                  | Guillaume Van Keirsbulck (BEL) | 106e                 |
| 8                                  |                                |                      |
| Directeur sportif : Jan Schaffrath |                                |                      |

| Tinkoff-Saxo TCS      | Tinkoff-Saxo TCS      | Tinkoff-Saxo TCS |
| --------------------- | --------------------- | ---------------- |
| Num                   | Coureur               | Pos              |
| 11                    | Daniele Bennati (ITA) | 82e              |
| 12                    | Edward Beltrán (COL)  | 43e              |
| 13                    | Pavel Brutt (RUS)     | 38e              |
| 14                    | Michal Kolář (SVK)    | 114e             |
| 15                    | Jay McCarthy (AUS)    | 3e               |
| 16                    | Evgueni Petrov (RUS)  | 52e              |
| 17                    | Juraj Sagan (SVK)     | 87e              |
| 18                    | Nikolay Trusov (RUS)  | 139e             |
| Directeur sportif : ? |                       |                  |

| Lampre-Merida LAM                | Lampre-Merida LAM           | Lampre-Merida LAM |
| -------------------------------- | --------------------------- | ----------------- |
| Num                              | Coureur                     | Pos               |
| 21                               | Kristijan Đurasek (CRO)     | 1er               |
| 22                               | Mário Costa (POR)           | 35e               |
| 23                               | Chun Kai Feng (TPE) (Route) | 117e              |
| 24                               | Roberto Ferrari (ITA)       | 99e               |
| 25                               | Ilia Koshevoy (BLR)         | NP-8              |
| 26                               | Sacha Modolo (ITA)          | 103e              |
| 27                               | Maximiliano Richeze (ARG)   | 91e               |
| 28                               | Xu Gang (CHN)               | 33e               |
| Directeur sportif : Bruno Vicino |                             |                   |

| Lotto-Soudal LTS                | Lotto-Soudal LTS            | Lotto-Soudal LTS |
| ------------------------------- | --------------------------- | ---------------- |
| Num                             | Coureur                     | Pos              |
| 31                              | André Greipel (GER) (Route) | NP-5             |
| 32                              | Kris Boeckmans (BEL)        | 122e             |
| 33                              | Sean De Bie (BEL)           | 97e              |
| 34                              | Jasper De Buyst (BEL)       | 32e              |
| 35                              | Thomas De Gendt (BEL)       | 27e              |
| 36                              | Adam Hansen (AUS)           | 9e               |
| 37                              | Boris Vallée (BEL)          | 93e              |
| 38                              | Gert Dockx (BEL)            | 40e              |
| Directeur sportif : Mario Aerts |                             |                  |

| Orica-GreenEDGE OGE   | Orica-GreenEDGE OGE       | Orica-GreenEDGE OGE |
| --------------------- | ------------------------- | ------------------- |
| Num                   | Coureur                   | Pos                 |
| 41                    | Adam Blythe (GBR)         | 120e                |
| 42                    | Caleb Ewan (AUS)          | 118e                |
| 43                    | Damien Howson (AUS)       | 125e                |
| 44                    | Christian Meier (CAN)     | 17e                 |
| 45                    | Cameron Meyer (AUS)       | 30e                 |
| 46                    | Jens Mouris (NED)         | 136e                |
| 47                    | Magnus Cort Nielsen (DEN) | 66e                 |
| 48                    |                           |                     |
| Directeur sportif : ? |                           |                     |

| Astana AST            | Astana AST                 | Astana AST |
| --------------------- | -------------------------- | ---------- |
| Num                   | Coureur                    | Pos        |
| 51                    | Valerio Agnoli (ITA)       | 28e        |
| 52                    | Maxat Ayazbayev (KAZ)      | AB-3       |
| 53                    | Daniil Fominykh (KAZ)      | 39e        |
| 54                    | Dmitriy Gruzdev (KAZ)      | DSQ-5      |
| 55                    | Arman Kamyshev (KAZ)       | 62e        |
| 56                    | Bakhtiyar Kozhatayev (KAZ) | 14e        |
| 57                    | Miguel Ángel López (COL)   | 15e        |
| 58                    | Ruslan Tleubayev (KAZ)     | 88e        |
| Directeur sportif : ? |                            |            |

| Androni Giocattoli-Sidermec AND | Androni Giocattoli-Sidermec AND | Androni Giocattoli-Sidermec AND |
| ------------------------------- | ------------------------------- | ------------------------------- |
| Num                             | Coureur                         | Pos                             |
| 61                              | Davide Appollonio (ITA)         | 86e                             |
| 62                              | Marco Bandiera (ITA)            | NP-6                            |
| 63                              | Marco Benfatto (ITA)            | 124e                            |
| 64                              | Francesco Chicchi (ITA)         | 133e                            |
| 65                              | Tiziano Dall'Antonia (ITA)      | AB-3                            |
| 66                              | John Ebsen (DEN)                | 119e                            |
| 67                              | Alberto Nardin (ITA)            | 89e                             |
| 68                              | František Padour (CZE)          | 81e                             |
| Directeur sportif : ?           |                                 |                                 |

| Bardiani CSF BAR                  | Bardiani CSF BAR         | Bardiani CSF BAR |
| --------------------------------- | ------------------------ | ---------------- |
| Num                               | Coureur                  | Pos              |
| 71                                | Enrico Barbin (ITA)      | 7e               |
| 72                                | Enrico Battaglin (ITA)   | 18e              |
| 73                                | Nicola Boem (ITA)        | 61e              |
| 74                                | Sonny Colbrelli (ITA)    | 37e              |
| 75                                | Andrea Piechele (ITA)    | NP-8             |
| 76                                | Nicola Ruffoni (ITA)     | AB-6             |
| 77                                | Paolo Simion (ITA)       | 110e             |
| 78                                | Alessandro Tonelli (ITA) | 63e              |
| Directeur sportif : Mirko Rossato |                          |                  |

| Bretagne-Séché Environnement BSE    | Bretagne-Séché Environnement BSE | Bretagne-Séché Environnement BSE |
| ----------------------------------- | -------------------------------- | -------------------------------- |
| Num                                 | Coureur                          | Pos                              |
| 81                                  | Eduardo Sepúlveda (ARG)          | 2e                               |
| 82                                  | Frédéric Brun (FRA)              | 44e                              |
| 83                                  | Brice Feillu (FRA)               | 53e                              |
| 84                                  | Armindo Fonseca (FRA)            | 64e                              |
| 85                                  | Florian Guillou (FRA)            | 74e                              |
| 86                                  | Yauheni Hutarovich (BLR) (Route) | 116e                             |
| 87                                  | Kévin Ledanois (FRA)             | 69e                              |
| 88                                  | Daniel McLay (GBR)               | 128e                             |
| Directeur sportif : Emmanuel Hubert |                                  |                                  |

| Caja Rural-Seguros RGA # CJR | Caja Rural-Seguros RGA # CJR | Caja Rural-Seguros RGA # CJR |
| ---------------------------- | ---------------------------- | ---------------------------- |
| Num                          | Coureur                      | Pos                          |
| 91                           | Peio Bilbao (ESP)            | 42e                          |
| 92                           | Carlos Barbero (ESP)         | 77e                          |
| 93                           | Fabricio Ferrari (URU)       | 46e                          |
| 94                           | José Gonçalves (POR)         | 26e                          |
| 95                           | Fernando Grijalba (ESP)      | 54e                          |
| 96                           | Lluís Mas (ESP)              | 11e                          |
| 97                           | Heiner Parra (COL)           | 12e                          |
| 98                           | Eduard Prades (ESP)          | 23e                          |
| Directeur sportif : ?        |                              |                              |

| CCC Sprandi Polkowice CCC | CCC Sprandi Polkowice CCC | CCC Sprandi Polkowice CCC |
| ------------------------- | ------------------------- | ------------------------- |
| Num                       | Coureur                   | Pos                       |
| 101                       | Jan Hirt (CZE)            | AB-8                      |
| 102                       | Adrian Honkisz (POL)      | 50e                       |
| 103                       | Tomasz Kiendyś (POL)      | 57e                       |
| 104                       | Nikolay Mihaylov (BUL)    | NP-7                      |
| 105                       | Łukasz Owsian (POL)       | NP-7                      |
| 106                       | Davide Rebellin (ITA)     | AB-8                      |
| 107                       | Stefan Schumacher (GER)   | AB-8                      |
| 108                       | Mateusz Taciak (POL)      | AB-8                      |
| Directeur sportif : ?     |                           |                           |

| Colombia COL                          | Colombia COL              | Colombia COL |
| ------------------------------------- | ------------------------- | ------------ |
| Num                                   | Coureur                   | Pos          |
| 111                                   | Edwin Ávila (COL)         | 72e          |
| 112                                   | Alex Cano (COL)           | 4e           |
| 113                                   | Edward Díaz (COL)         | 59e          |
| 114                                   | Daniel Martínez (COL)     | 84e          |
| 115                                   | Sebastián Molano (COL)    | NP-6         |
| 116                                   | Carlos Quintero (COL)     | 22e          |
| 117                                   | Carlos Ramírez (COL)      | 92e          |
| 118                                   | Juan Pablo Valencia (COL) | 29e          |
| Directeur sportif : Oscar Pelliccioli |                           |              |

| Drapac DPC                             | Drapac DPC               | Drapac DPC |
| -------------------------------------- | ------------------------ | ---------- |
| Num                                    | Coureur                  | Pos        |
| 121                                    | Graeme Brown (AUS)       | 137e       |
| 122                                    | Brenton Jones (AUS)      | 108e       |
| 123                                    | Peter Koning (NED)       | 85e        |
| 124                                    | Adam Phelan (AUS)        | 24e        |
| 125                                    | Timothy Roe (AUS)        | 49e        |
| 126                                    | Malcolm Rudolph (AUS)    | 140e       |
| 127                                    | Samuel Spokes (AUS)      | 121e       |
| 128                                    | Bernard Sulzberger (AUS) | 98e        |
| Directeur sportif : Agostino Giramondo |                          |            |

| MTN-Qhubeka MTN                             | MTN-Qhubeka MTN          | MTN-Qhubeka MTN |
| ------------------------------------------- | ------------------------ | --------------- |
| Num                                         | Coureur                  | Pos             |
| 131                                         | Serge Pauwels (BEL)      | 5e              |
| 132                                         | Natnael Berhane (ERI)    | 48e             |
| 133                                         | Theo Bos (NED)           | 135e            |
| 134                                         | Songezo Jim (RSA)        | 67e             |
| 135                                         | Adrien Niyonshuti (RWA)  | 36e             |
| 136                                         | Youcef Reguigui (ALG)    | 25e             |
| 137                                         | Kristian Sbaragli (ITA)  | 65e             |
| 138                                         | Jay Robert Thomson (RSA) | 104e            |
| Directeur sportif : Jean-Pierre Heynderickx |                          |                 |

| Southeast STH         | Southeast STH             | Southeast STH |
| --------------------- | ------------------------- | ------------- |
| Num                   | Coureur                   | Pos           |
| 141                   | Rafael Andriato (BRA)     | AB-7          |
| 142                   | Manuel Belletti (ITA)     | 79e           |
| 143                   | Ramón Carretero (PAN)     | 134e          |
| 144                   | Samuele Conti (ITA)       | 95e           |
| 145                   | Andrea Dal Col (ITA)      | 145e          |
| 146                   | Jakub Mareczko (ITA)      | AB-4          |
| 147                   | Alessandro Petacchi (ITA) | 70e           |
| 148                   | Eugert Zhupa (ALB)        | 109e          |
| Directeur sportif : ? |                           |               |

| Nippo-Vini Fantini NIP            | Nippo-Vini Fantini NIP     | Nippo-Vini Fantini NIP |
| --------------------------------- | -------------------------- | ---------------------- |
| Num                               | Coureur                    | Pos                    |
| 151                               | Daniele Colli (ITA)        | 55e                    |
| 152                               | Pierpaolo De Negri (ITA)   | 20e                    |
| 153                               | Eduard-Michael Grosu (ROU) | 129e                   |
| 154                               | Shiki Kuroeda (JPN)        | 138e                   |
| 155                               | Nicolas Marini (ITA)       | 144e                   |
| 156                               | Mattia Pozzo (ITA)         | 141e                   |
| 157                               | Antonio Viola (ITA)        | 127e                   |
| 158                               | Genki Yamamoto (JPN)       | 123e                   |
| Directeur sportif : Mario Manzoni |                            |                        |

| Novo Nordisk TNN                      | Novo Nordisk TNN         | Novo Nordisk TNN |
| ------------------------------------- | ------------------------ | ---------------- |
| Num                                   | Coureur                  | Pos              |
| 161                                   | Scott Ambrose (NZL)      | 60e              |
| 162                                   | Kevin De Mesmaeker (BEL) | AB-5             |
| 163                                   | Nicolas Lefrançois (FRA) | 143e             |
| 164                                   | David Lozano (ESP)       | 111e             |
| 165                                   | Javier Mejías (ESP)      | 10e              |
| 166                                   | Andrea Peron (ITA)       | 112e             |
| 167                                   | Charles Planet (FRA)     | 83e              |
| 168                                   | Martijn Verschoor (NED)  | 105e             |
| Directeur sportif : Vassili Davidenko |                          |                  |

| Topsport Vlaanderen-Baloise TSV    | Topsport Vlaanderen-Baloise TSV | Topsport Vlaanderen-Baloise TSV |
| ---------------------------------- | ------------------------------- | ------------------------------- |
| Num                                | Coureur                         | Pos                             |
| 171                                | Victor Campenaerts (BEL)        | 16e                             |
| 172                                | Kenny De Ketele (BEL)           | 47e                             |
| 173                                | Pieter Jacobs (BEL)             | 19e                             |
| 174                                | Jarl Salomein (BEL)             | 78e                             |
| 175                                | Gijs Van Hoecke (BEL)           | 45e                             |
| 176                                | Bert Van Lerberghe (BEL)        | 101e                            |
| 177                                | Jef Van Meirhaeghe (BEL)        | NP-8                            |
| 178                                | Jelle Wallays (BEL)             | 56e                             |
| Directeur sportif : Hans De Clercq |                                 |                                 |

| UnitedHealthcare UHC                | UnitedHealthcare UHC     | UnitedHealthcare UHC |
| ----------------------------------- | ------------------------ | -------------------- |
| Num                                 | Coureur                  | Pos                  |
| 181                                 | Alessandro Bazzana (ITA) | 75e                  |
| 182                                 | Lucas Euser (USA)        | 21e                  |
| 183                                 | Robert Förster (GER)     | 113e                 |
| 184                                 | Davide Frattini (ITA)    | 58e                  |
| 185                                 | Ken Hanson (USA)         | 132e                 |
| 186                                 | Christopher Jones (USA)  | 31e                  |
| 187                                 | Daniele Ratto (ITA)      | 13e                  |
| 188                                 | Federico Zurlo (ITA)     | 96e                  |
| Directeur sportif : Roberto Damiani |                          |                      |

| Wanty-Groupe Gobert WGG            | Wanty-Groupe Gobert WGG   | Wanty-Groupe Gobert WGG |
| ---------------------------------- | ------------------------- | ----------------------- |
| Num                                | Coureur                   | Pos                     |
| 191                                | Mirko Selvaggi (ITA)      | 6e                      |
| 192                                | Tom Devriendt (BEL)       | 142e                    |
| 193                                | Jan Ghyselinck (BEL)      | 90e                     |
| 194                                | Roy Jans (BEL)            | 130e                    |
| 195                                | Lander Seynaeve (BEL)     | 131e                    |
| 196                                | James Vanlandschoot (BEL) | 76e                     |
| 197                                | Frederik Veuchelen (BEL)  | 73e                     |
| 198                                |                           |                         |
| Directeur sportif : Steven De Neef |                           |                         |

| Torku Şekerspor TRK              | Torku Şekerspor TRK      | Torku Şekerspor TRK |
| -------------------------------- | ------------------------ | ------------------- |
| Num                              | Coureur                  | Pos                 |
| 201                              | Kevin Seeldraeyers (BEL) | 51e                 |
| 202                              | Ahmet Akdilek (TUR)      | 126e                |
| 203                              | Muhammet Atalay (TUR)    | 115e                |
| 204                              | Nazim Bakırcı (TUR)      | 34e                 |
| 205                              | Serhiy Grechyn (UKR)     | AB-7                |
| 206                              | Miraç Kal (TUR)          | 80e                 |
| 207                              | Tomasz Marczyński (POL)  | 8e                  |
| 208                              | Ahmet Örken (TUR)        | 102e                |
| Directeur sportif : Lionel Marie |                          |                     |